# Yala (bướm đêm)
Yala là một chi bướm đêm thuộc họ Geometridae.